# 1er mai 1996
 (mai 2019).
Si vous disposez d'ouvrages ou d'articles de référence ou si vous connaissez des sites web de qualité traitant du thème abordé ici, merci de compléter l'article en donnant les références utiles à sa vérifiabilité et en les liant à la section « Notes et références ».
Le mercredi 1er mai 1996 est le 122e jour de l'année 1996.

## Naissances
- Danique Kerkdijk, footballeuse néerlandaise
- François Kamano, joueur de football guinéen
- Gustav Iden, triathlète norvégien
- Megan Keller, joueuse de hockey sur glace américaine
- Michael Seaton, joueur de football jamaïcain
- Seika Aoyama, athlète japonaise
- William Nylander Altelius, hockeyeur sur glace canadien
- Yago Dora, surfeur brésilien

## Décès
- Billy Byers (né le 1er mai 1927), compositeur et tromboniste de jazz
- David Kennedy (né le 21 juillet 1905), diplomate américain
- François Chalais (né le 15 décembre 1919), journaliste français
- Herbert Brownell (né le 20 février 1904), politicien américain
- Hilde Nocker (née le 5 octobre 1924), animatrice de télévision allemande
- Luana Patten (née le 6 juillet 1938), actrice américaine
- Raffaele Guaita (né le 26 juin 1922), footballeur italien

## Événements
- Sortie de la chanson 2 of Amerikaz Most Wanted de 2Pac et Snoop Dogg
- Création de la maison d'édition française Atlande
- Fin du cycle solaire 22 et début du cycle solaire 23
- Création du site web GameSpot
- Création du NASA Astronaut Group 16
- Création de Internet Archive
- Publication de La Co-opétition
- Publication de Loués soient nos seigneurs
- Sortie de la chanson Mysterious Girl de Peter Andre
- Sortie du magazine australien PC PowerPlay
- Fin de la saison 2 de Star Trek : Voyager
- Création de l'entreprise finlandaise UPM
- Création de la marque Vitaminwater